# 西洞院信順
西洞院信順（にしのとういん のぶゆき、天明7年（1787年）2月1日 - ）は、江戸時代後期の公卿。法名は観月。

## 官歴
- 天明9年（1789年）：従五位下
- 寛政9年（1797年）：従五位上、肥後権守
- 寛政11年（1799年）：正五位下
- 享和2年（1802年）：従四位下
- 文化2年（1805年）：従四位上
- 文化3年（1806年）：少納言、侍従
- 文化5年（1808年）：正四位下
- 文化8年（1811年）：従三位
- 文化10年（1813年）：出家のため致仕

## 系譜
- 父：西洞院信庸
- 母：久我信通の娘
- 子：西洞院信堅